# Før og nu
Før og nu er en dansk dokumentarfilm fra 1948.

## Handling
Filmen agiterer for andelstanken og i særdeleshed for Jydsk Andels Foderstofforretning.